# 珍妮弗·麦金托什
珍妮弗·麦金托什（英語：Jennifer McIntosh，1991年6月17日—）生于苏格兰爱丁堡，是一名英国女子射击运动员，曾就读于道勒学院（Dollar Academy）。她的母亲雪莉·麦金托什（Shirley McIntosh）曾获得四枚英联邦运动会奖牌。父亲唐纳德·麦金托什（Donald McIntosh）也曾参加2002年英联邦运动会，退役后担任英国射击队的教练。妹妹肖奈德·麦金托什同样也是射击运动员。珍妮弗·麦金托什曾代表英国参加过两届奥运，并曾代表苏格兰获得过五枚英联邦运动会奖牌，她在2018年世界射击锦标赛后宣布退役。